# Маклафлин, Нил
Нил Маклафлин (англ. Neil McLaughlin; 10 мая 1948, Лондондерри — 23 декабря 2013, там же) — ирландский боксёр, представитель наилегчайшей весовой категории. Выступал за сборную Ирландии по боксу в конце 1960-х — середине 1970-х годов, бронзовый призёр чемпионата Европы, победитель ирландских национальных первенств, участник летних Олимпийских игр в Мюнхене.

## Биография
Нил Маклафлин родился 10 мая 1948 года в городе Лондондерри, Северная Ирландия. В детстве серьёзно занимался гимнастикой, но из-за разногласий с тренером покинул этот вид спорта и пришёл в бокс. Проходил подготовку в местном боксёрском клубе St. Eugene's.
Первого серьёзного успеха в боксе добился в сезоне 1969 года, когда в наилегчайшей весовой категории стал вторым на чемпионате Ирландии, вошёл в состав ирландской национальной сборной, принял участие в матчевых встречах со сборными Англии и Шотландии.
В 1971 году впервые одержал победу в зачёте ирландского национального первенства. Побывал на чемпионате Европы в Мадриде, откуда привёз награду бронзового достоинства — на стадии полуфиналов наилегчайшего веса был остановлен испанцем Хуаном Франсиско Родригесом. Выступил на международном турнире в Ленинграде, где в четвертьфинале проиграл советскому боксёру Борису Зориктуеву.
На чемпионате Ирландии 1972 года вновь был лучшим в своём весе. Благодаря череде удачных выступлений удостоился права защищать честь страны на летних Олимпийских играх в Мюнхене — в категории до 51 кг благополучно прошёл первых двоих соперников по турнирной сетке, тогда как в третьем четвертьфинальном бою техническим нокаутом потерпел поражение от угандийца Лео Рвабвого.
После мюнхенской Олимпиады Маклафлин ещё в течение некоторого времени оставался в ирландской национальной сборной и продолжал боксировать на международном уровне. Так, в 1974 году он вновь стал чемпионом Ирландии в наилегчайшем весе, принял участие в матчевой встрече со сборной Италии.
Умер 23 декабря 2013 года в возрасте 65 лет в Лондондерри.